# Jana Romanowa
Jana Siergiejewna Romanowa (ros. Яна Сергеевна Романова, ur. 11 maja 1983 w Kurganie) – rosyjska biathlonistka. Reprezentantka kraju w zawodach Pucharu Świata, na mistrzostwach świata i zimowych igrzyskach olimpijskich. W maju 2015 zakończyła karierę sportową.
Jest trzykrotną medalistką Mistrzostw Świata Juniorów. Podczas czempionatu w Kościelisku wywalczyła złoty krążek w sztafecie oraz dwa srebrne w sprincie oraz biegu pościgowym.
W grudniu 2016 Międzynarodowa Unia Biathlonu rozpoczęła dochodzenie w sprawie przyjmowania przez kilkudziesięciu rosyjskich biathlonistów środków dopingujących. W tym gronie znalazły się Jana Romanowa i Olga Wiłuchina, srebrne medalistki w biegu sztafetowym rozegranym podczas Zimowych Igrzysk Olimpijskich 2014. 27 listopada 2017 Międzynarodowy Komitet Olimpijski pozbawił je medali z tychże igrzysk oraz nałożył karę dyskwalifikacji za stosowanie niedozwolonych środków.
W 2014 została uhonorowana Medalem Ordery „Za zasługi dla Ojczyzny” I klasy. W kwietniu 2016 Romanowa kandydowała w wyborach parlamentarnych z obwodu omskiego z ramienia partii Jedna Rosja.

## Osiągnięcia
Zestawienia zostały sporządzone na podstawie źródła:

### Zimowe Igrzyska Olimpijskie
| Rok  | Miejscowość | Konkurencje | Konkurencje | Konkurencje | Konkurencje | Konkurencje | Konkurencje | Konkurencje |
| Rok  | Miejscowość | IN          | SP          | PU          | MS          | RL          | MR          | SR          |
| ---- | ----------- | ----------- | ----------- | ----------- | ----------- | ----------- | ----------- | ----------- |
| 2010 | Whistler    | 56.         | –           | –           | –           | –           | nd.         | –           |
| 2014 | Soczi       | 53.         | 19.         | 23.         | –           | 2.          | –           | –           |

### Mistrzostwa Świata
| Rok  | Miejscowość     | Konkurencje | Konkurencje | Konkurencje | Konkurencje | Konkurencje | Konkurencje | Konkurencje |
| Rok  | Miejscowość     | IN          | SP          | PU          | MS          | RL          | MR          | SR          |
| ---- | --------------- | ----------- | ----------- | ----------- | ----------- | ----------- | ----------- | ----------- |
| 2008 | Östersund       | 7.          | –           | –           | –           | –           | –           | –           |
| 2009 | Pjongczang      | 24.         | –           | –           | –           | –           | –           | –           |
| 2010 | Chanty-Mansyjsk | nd.         | nd.         | nd.         | nd.         | nd.         | 4.          | –           |
| 2011 | Chanty-Mansyjsk | 37.         | –           | –           | –           | –           | –           | –           |
| 2012 | Ruhpolding      | 17.         | –           | –           | –           | –           | –           | –           |
| 2015 | Kontiolahti     | 31.         | –           | –           | –           | ?.          | 10.         | –           |

### Puchar Świata

#### Miejsca w klasyfikacji generalnej
| Sezon     | Miejsce |
| --------- | ------- |
| 2007/2008 | 46.     |
| 2008/2009 | 45.     |
| 2009/2010 | 23.     |
| 2010/2011 | 27.     |
| 2011/2012 | 50.     |
| 2013/2014 | 24.     |
| 2014/2015 | 44.     |

#### Zwycięstwa w zawodach
| Lp. | Dzień    | Rok  | Miejscowość     | Konkurencja      | Pudła | Czas biegu | Przypisy |
| --- | -------- | ---- | --------------- | ---------------- | ----- | ---------- | -------- |
| 1.  | 25 marca | 2010 | Chanty-Mansyjsk | Sprint na 7,5 km | 0+0   | 20:59.3    | –        |

#### Miejsca na podium chronologicznie
| Lp. | Dzień    | Rok  | Miejscowość     | Konkurencja      | Lokata | Pudła | Czas biegu | Strata | Zwycięzca |
| --- | -------- | ---- | --------------- | ---------------- | ------ | ----- | ---------- | ------ | --------- |
| 1.  | 25 marca | 2010 | Chanty-Mansyjsk | Sprint na 7,5 km | 1.     | 0+0   | 20:59.3    | –      | –         |

### Mistrzostwa świata juniorów
| Rok  | Miejscowość | Konkurencje | Konkurencje | Konkurencje | Konkurencje | Konkurencje | Konkurencje | Konkurencje |
| Rok  | Miejscowość | IN          | SP          | PU          | MS          | RL          | MR          | SR          |
| ---- | ----------- | ----------- | ----------- | ----------- | ----------- | ----------- | ----------- | ----------- |
| 2002 | Ridnaun     | 23.         | –           | –           | nd.         | –           | nd.         | –           |
| 2003 | Kościelisko | –           | 2.          | 2.          | nd.         | 1.          | nd.         | –           |

### Puchar Europy/Puchar IBU

#### Miejsca w klasyfikacji generalnej
| Sezon     | Miejsce |
| --------- | ------- |
| 2004/2005 | 8.      |
| 2007/2008 | 26.     |
| 2011/2012 | 17.     |
| 2012/2013 | 15.     |

#### Miejsca na podium chronologicznie
| Lp. | Dzień       | Rok  | Miejscowość     | Konkurencja                | Lokata | Pudła   | Czas biegu  | Strata  | Zwycięzca       |
| --- | ----------- | ---- | --------------- | -------------------------- | ------ | ------- | ----------- | ------- | --------------- |
| 1.  | 12 stycznia | 2008 | Langdorf        | Bieg indywidualny na 15 km | 2.     | 0+0+0+0 | 53:46.7 min | +40.7 s | Juliane Döll    |
| 2.  | 13 stycznia | 2012 | Haute Maurienne | Sprint na 7,5 km           | 2.     | 0+0     | 21:08.8 min | +6.5 s  | Marina Korowina |
| 3.  | 14 stycznia | 2012 | Haute Maurienne | Bieg pościgowy na 10 km    | 1.     | 0+0+1+3 | 32:17.2 min | –       | –               |